# Dioscorea davidsei
Dioscorea davidsei är en enhjärtbladig växtart som beskrevs av O.Tellez. Dioscorea davidsei ingår i släktet Dioscorea och familjen Dioscoreaceae. Inga underarter finns listade i Catalogue of Life.